# Målasjön (Hultsjö socken, Småland)
Målasjön är en sjö i Sävsjö kommun i Småland och ingår i Lagans huvudavrinningsområde. Sjön är 5,1 meter djup, har en yta på 0,069 kvadratkilometer och befinner sig 212 meter över havet.